# Adam Dyon
Adam Dyon (ur. ok. 1490, zm. ok. 1531/1534) – wrocławski drukarz.
Działalność drukarską rozpoczął w roku 1508 w Norymberdze, którą kontynuował w tym mieście do roku 1518. Po tym okresie przeniósł oficynę wydawniczą do Wrocławia, gdzie działała ona po jego śmierci do 1534 roku pod kuratelą żony zmarłego.
Dyon wydał najstarszy śląski śpiewnik protestancki Eyn geseng Buchlien Geystlicher gesenge Psalmen (pierwsze wydanie ukazało się we Wrocławiu w roku 1525), który zawierał 38 pieśni. Drugie wydanie ukazało się na przełomie lat 1525/1526 i zostało wzbogacone o 6 pieśni. Wzorowano się w nim na zbiorze Enchiridiom M. Malera z Erfurtu.
Adam Dyon w swojej drukarskiej działalności wydawał druki muzyczne np. Das Te Deum laudamus zu deutsch, oraz pisma polemiczne Marcina Lutra i Andreasa Bodensteina von Karlstadta. Ponadto drukował dzieła wrocławskich autorów i podręczniki szkolne. Prowadzenie stałej oficyny wydawniczej we Wrocławiu w latach 1518-1534 pozwoliło na nawiązanie dobrych kontaktów z lokalnym księgarzem A. Mynzenbergiem. Zajmował się też sprzedażą druków reformacyjnych na terenie Polski, za co był więziony.
Posługiwał się techniką drzeworytniczą, operując klockami i farbą. Karty zdobił renesansowymi ramkami.